# St. Louis Phoenix
I St. Louis Phoenix sono stati una società di pallacanestro statunitense con sede a St. Louis, nel Missouri.
Nacquero nel 2010 come St. Louis Pioneers nella ABA 2000. Disputarono un campionato prima di trasferirsi nella PBL, cambiando denominazione. Scomparvero dopo la stagione 2012

## Stagioni
| Stagione | Lega     | Denominazione      | V | P  | %    | Piazzamento | Play-off |
| -------- | -------- | ------------------ | - | -- | ---- | ----------- | -------- |
| 2010-11  | ABA 2000 | St. Louis Pioneers | 8 | 3  | 72,7 | 2º          | -        |
| 2012     | PBL      | St. Louis Phoenix  | 4 | 13 | 23,5 | 4º          | -        |